# Distoleon laticollis
Distoleon laticollis är en insektsart som först beskrevs av Navás 1913.  Distoleon laticollis ingår i släktet Distoleon och familjen myrlejonsländor. Inga underarter finns listade i Catalogue of Life.